# 仲达乡
仲达乡，是中华人民共和国青海省玉树藏族自治州玉树市下辖的一个乡镇级行政单位。辖区总面积710平方公里，常住人口0.4万人，以藏族为主，占总人口的99.9％。

## 行政区划
仲达乡下辖以下地区：
电达村、尕拉村、歇格村和塘达村。

## 中国传统村落
2012年，电达村被评为首批“中国传统村落”。